# Harriet Bland
Harriet Claiborne Bland, później Green (ur. 13 lutego 1915 w Saint Louis, zm. 6 listopada 1991 w Fort Worth) – amerykańska lekkoatletka specjalizująca się w biegach sprinterskich, złota medalistka letnich igrzysk olimpijskich w Berlinie (1936) w sztafecie 4 × 100 metrów.

## Sukcesy sportowe
- mistrzyni Stanów Zjednoczonych w sztafecie sprinterskiej – 1935

| Rok  | Miasto | Zawody               | Konkurencja        | Wynik       |
| ---- | ------ | -------------------- | ------------------ | ----------- |
| 1936 | Berlin | igrzyska olimpijskie | sztafeta 4 × 100 m | złoty medal |

## Rekordy życiowe
- bieg na 100 m – 12,3 – 1932